# Transformers (speelgoed)

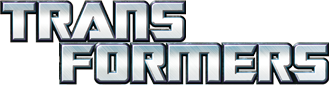
Logo van de franchise

De Transformers is een serie van speelgoedmodellen ontwikkeld en ontworpen door de speelgoedbedrijven Takara en Hasbro. Deze speelgoedmodellen vormden de basis van de Transformers-franchise. Toen de speelgoedmodellen werden uitgebracht in Amerika, werden ze gepromoot met een stripserie van Marvel Comics. Niet veel later volgde de eerste tv-serie.
De speelgoedserie wordt doorgaans gesplitst in twee hoofdgroepen: de Autobots en de Decepticons.

## Creatie
De transformers speelgoedlijn werd ontwikkeld door Hasbro in samenwerking met het Japanse bedrijf Takara. Op een speelgoedbeurs in Tokio ontdekte Hasbro Takara’s Diaclone en Micro Change speelgoedmodellen. Deze modellen waren robots die konden transformeren in voertuigen. Hasbro wilde dit speelgoed gaan importeren in de Verenigde Staten. Zo begon een lange samenwerking tussen de twee bedrijven. Momenteel doet Hasbro het merendeel van het conceptwerk en personageontwikkeling, terwijl Takara de productie regelt.
Toen de speelgoedserie naar Amerika zou komen werd de naam veranderd in Transformers, voorzien van de tagline “More than meets the eye” (als referentie naar het feit dat de robots konden veranderen in gewone voertuigen). Het achtergrondverhaal werd bedacht door Marvel Comics schrijvers Jim Shooter en Dennis O'Neil. O'Neil was ook degene die het personage Convoy de bekende naam Optimus Prime gaf. De namen van de andere personages werden vrijwel allemaal bedacht door Bob Budiansky.
De eerste Transformers modellen waren heruitgaven van Takara’s Diaclone en Micro Change modellen, maar nu met andere namen. Al snel begon Hasbro zijn eigen versies te ontwerpen. Naast de traditionele Autobots en Decepticons werden nieuwe subgroepen bedacht zoals de Maximals, Predacons, Insecticons en Dinobots.
Floro Dery was hoofdzakelijk verantwoordelijk voor het uiterlijk van de Transformers, vooral omdat hij meewerkte aan de animatieserie. Hij verfijnde wat van de modellen en creëerde zo de modellen die standaard zouden worden voor veel strips en televisieseries.

## Transformers speelgoedseries
Sinds 1984 zijn veel speelgoedseries uitgebracht van Transformers. Meestal zijn deze series gebaseerd op een televisieserie of stripserie, maar er zitten ook losse series tussen.
- Transformers (1984-1990 VS) (1984-1993 VK/Canada)—achteraf hernoemd tot 'Generation One' of 'G1'.
- Transformers: Generation 2 (1993-1995 USA)(1994-1995 UK/Canada)
- Beast Wars: Transformers (1996-1999)
- Machine Wars: Transformers (1997) – een beperkte uitgave van KB Toys.
- Beast Machines: Transformers (2000-2001)
- Transformers: Robots in Disguise (2001-2002)
- Transformers G1 Commemorative Series (2002-2005)
- Transformers: Go-Bots
- Transformers: Armada (2002-2003)
- Transformers: Universe (2003-2006)
- Smallest Transformers (2003-2004)
- Transformers: Energon (2003-2005)
- Transformers: Alternators (2003-2007)
- Transformers: Cybertron (2005-2007)
- Transformers: Master Piece series (2004-heden)
- Transformers: Titanium (2006-Present)
- Transformers Classics (2006-2007)
- Star Wars Transformers (2006-heden)
- Transformers Movie (2007)

## Hernoemingen
De allereerste Transformers speelgoedmodellen waren allemaal hernoemde versies van Diaclone en andere Japanse speelgoedseries. Dit waren:
| Transformers naam | Afkomstig van | Originele naam                            |
| ----------------- | ------------- | ----------------------------------------- |
| Jetfire           | Macross       | VF-1 Valkyrie                             |
| Whirl             | Dorvack       | VH-64 MR Oberon Gazzette                  |
| Roadbuster        | Dorvack       | VV-54 AR Mugen Calibur                    |
| Optimus Prime     | Diaclone      | Battle Convoy                             |
| Ultra Magnus      | Diaclone      | Powered Convoy                            |
| Blitzwing         | Diaclone      | Triple Changer Jet Plane Type             |
| Prowl             | Diaclone      | Car Robo Police Car Fairlady Z            |
| Sunstreaker       | Diaclone      | Car Robo Countach LP500S "Red" / "Police" |
| Starscream        | Diaclone      | F-15 Robo Fighter Jet Type                |
| Shrapnel          | Diaclone      | Insecter Robo Kuwagatrer                  |
| Swoop             | Diaclone      | Dinosaur Robo Pteranodon                  |
| Gears             | Microman      | Pick-Up                                   |
| Huffer            | Microman      | Truck                                     |
| Windcharger       | Microman      | Pontiac Firebird Trans-Am                 |
| Reflector         | Microman      | Camerabot                                 |
| Shockwave         | ToyCo (Korea) | Astro Magnum                              |
| Omega Supreme     | Toybox        | Super Change Robo Mechabot-1              |